# 船生バイパス
船生バイパス（ふにゅうバイパス）は、栃木県塩谷町内を通る国道461号のバイパスである。

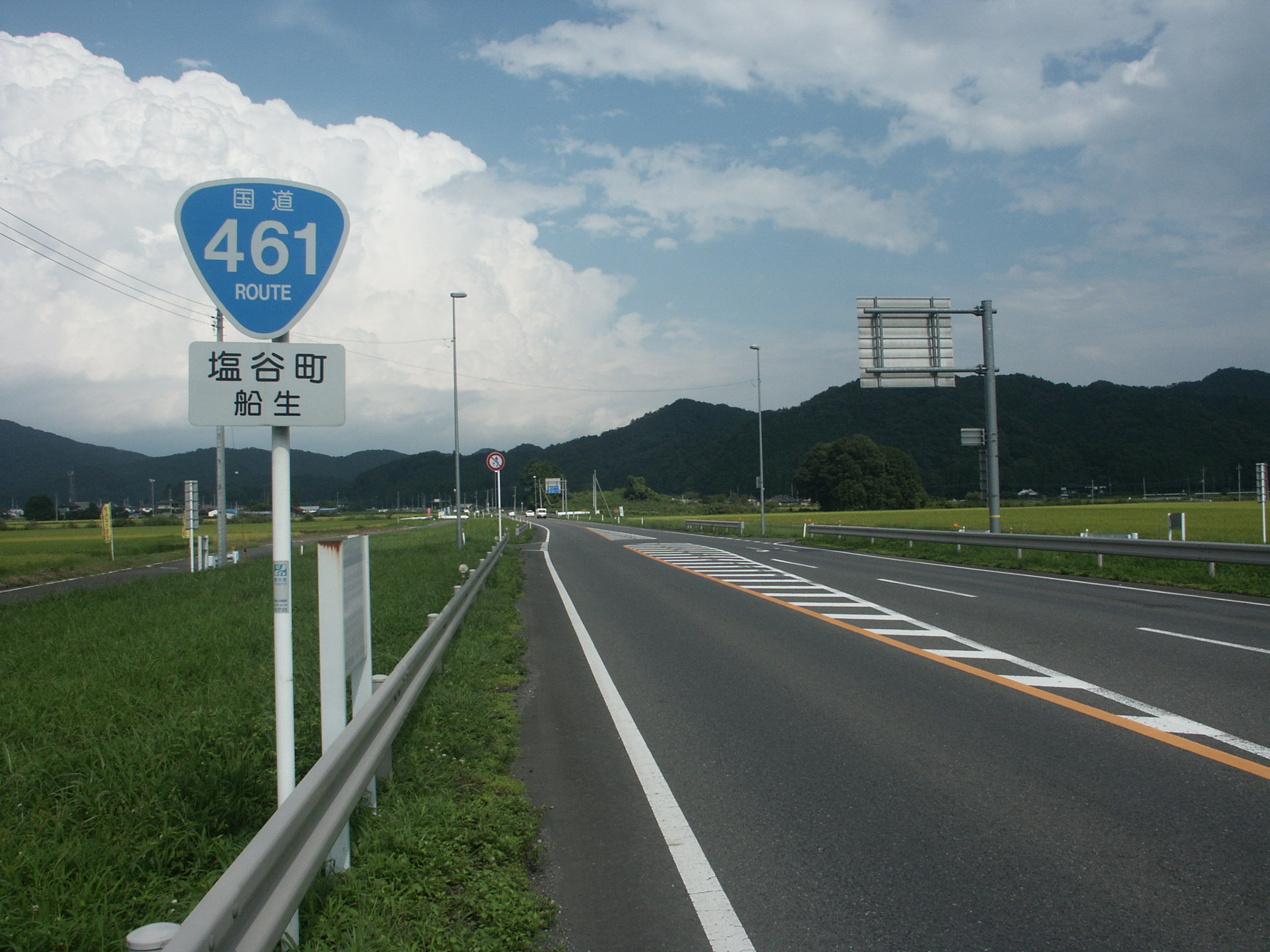
塩谷町船生付近

旧国道461号は以下のような問題点を抱えていた。
- 道路幅員が狭小かつ屈曲部が多かったため、大型車の走行に支障をきたしていた。
- 右折レーンが設置されていない交差点があり、そこでは慢性的な交通渋滞を引き起こしていた。
- 沿線には3つの小学校があり、その通学路に指定されているにもかかわらず、歩道が未整備なために、通学児童にとっては非常に危険な状況であった。

これらの問題点を改善するために、船生市街地の南側を迂回する本バイパスが計画され、広域的地域間の交流の促進、地域間連携及び物流機能の強化、観光産業の支援、円滑な交通、自転車や歩行者の安全確保などを主な目的としている。

## 概要
- 起点：栃木県塩谷町船場
- 終点：栃木県塩谷町天頂
- 総延長：5.4km
- 総事業費：約40億円
- 車線数：暫定2車線（用地取得は片側2車線分）

## 歴史
- 平成10年度：事業採択、用地取得着手
- 平成11年度：工事着手
- 平成17年3月：第一工区（栃木県道77号宇都宮船生藤原線 - 終点間2.5km）完成・供用開始
- 平成21年（2009年）3月14日：第二工区（起点 - 同県道間2.9km）完成、全線開通・供用開始

## 交差する主な道路
- 栃木県道77号宇都宮船生藤原線

## 沿線施設
- 道の駅湧水の郷しおや（2012年6月23日オープン）
- 宮本工業船生工場